# Безволосник хвилястий
Безволосник хвилястий (Atrichum tenellum) — вид мохів порядку рунянкальних (Polytrichales).

## Поширення
Батьківщиною є Європа, Макаронезія, Північна Америка, Азія.
Населяє ґрунт, сухі бур'янисті місця, особливо придорожні канави; зазвичай низькі висоти.

## Галерея

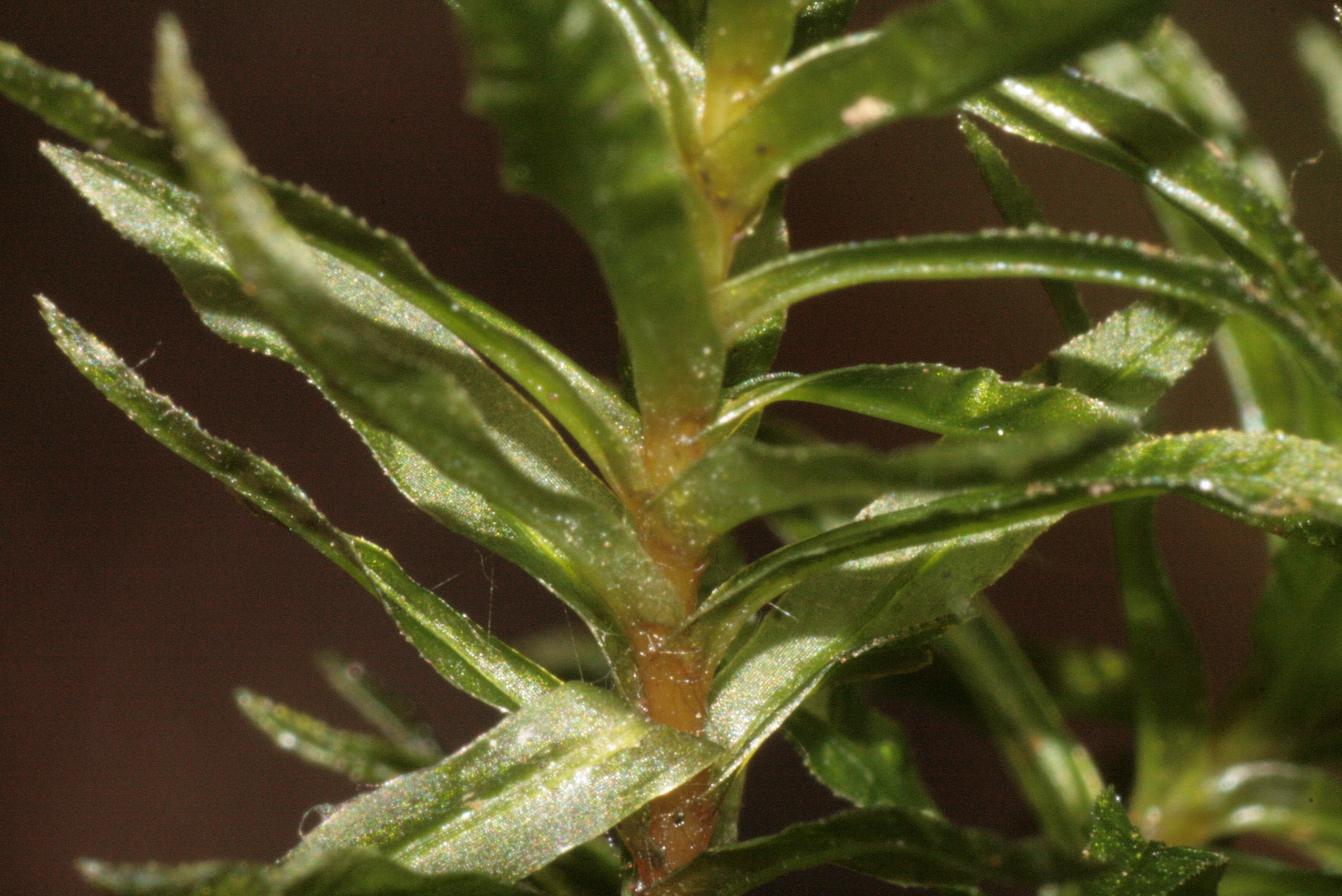
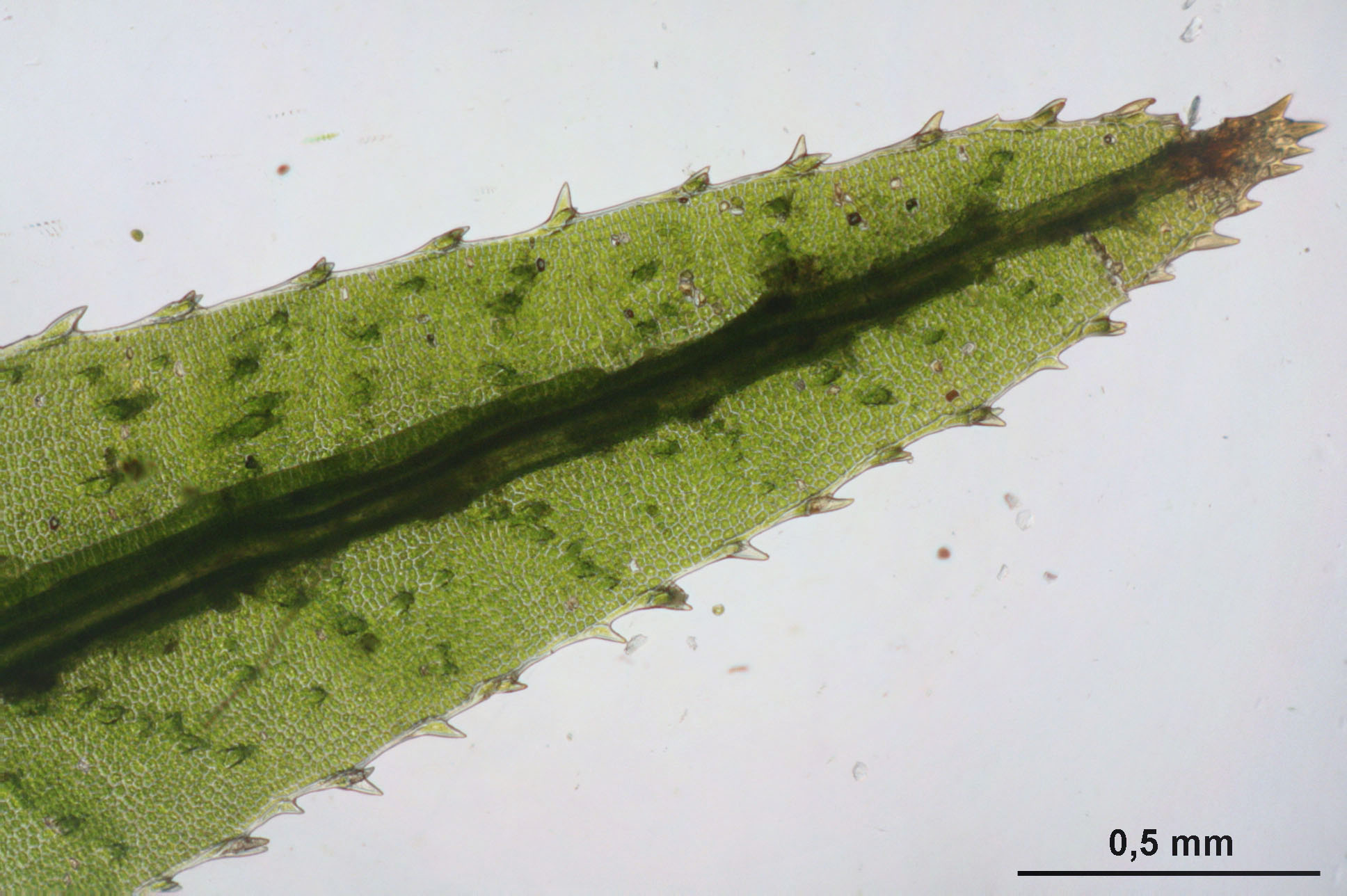
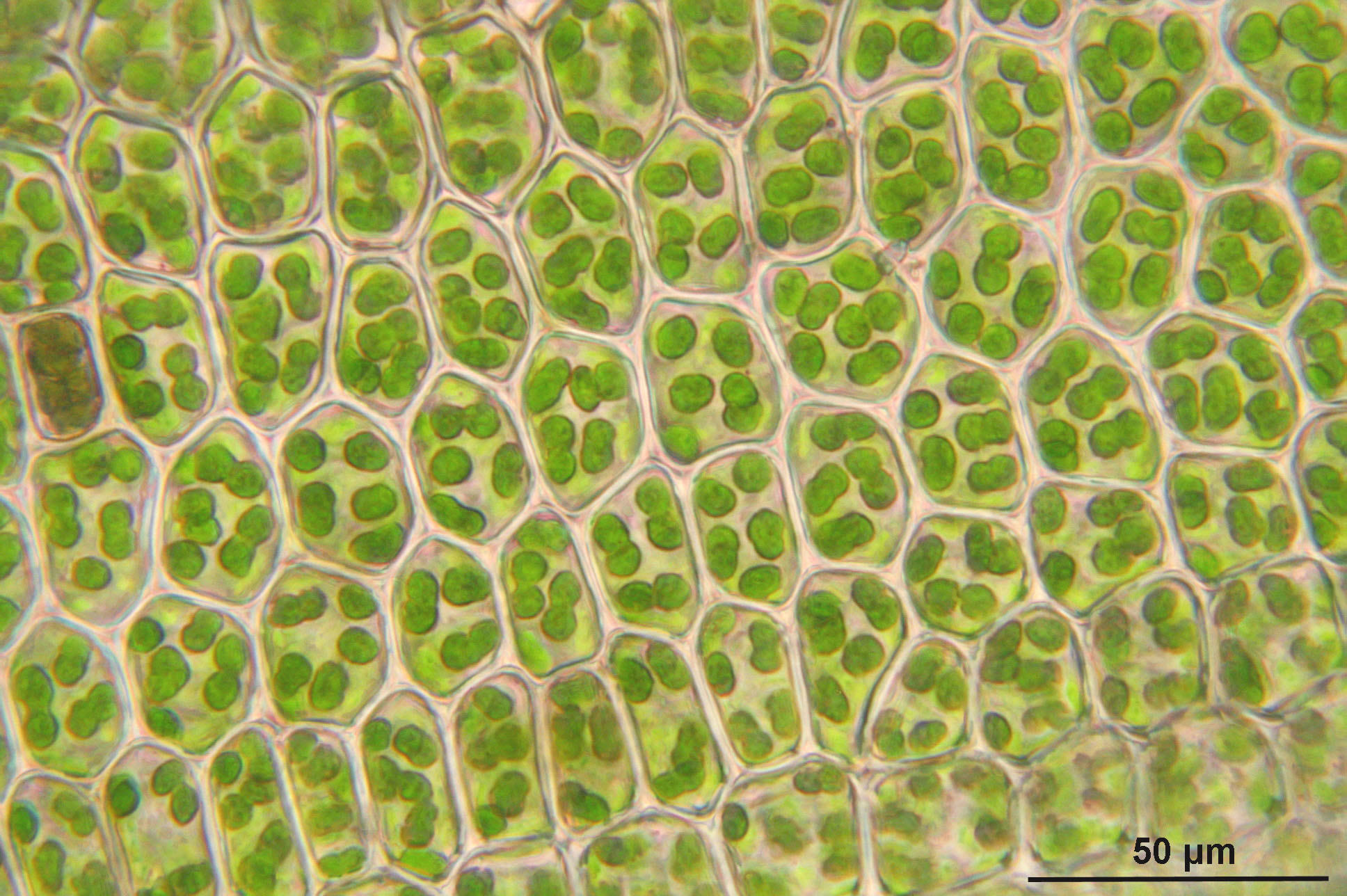
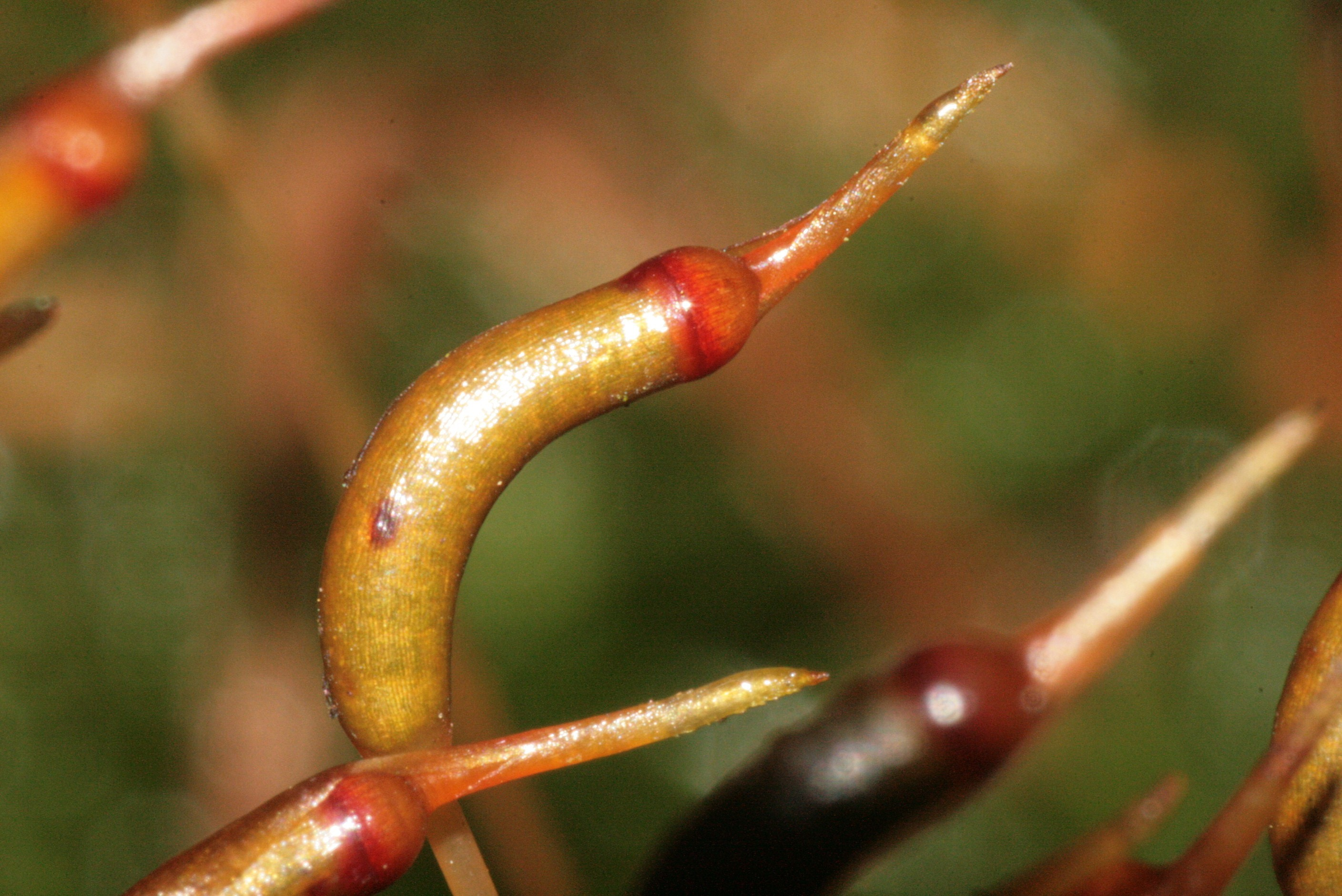
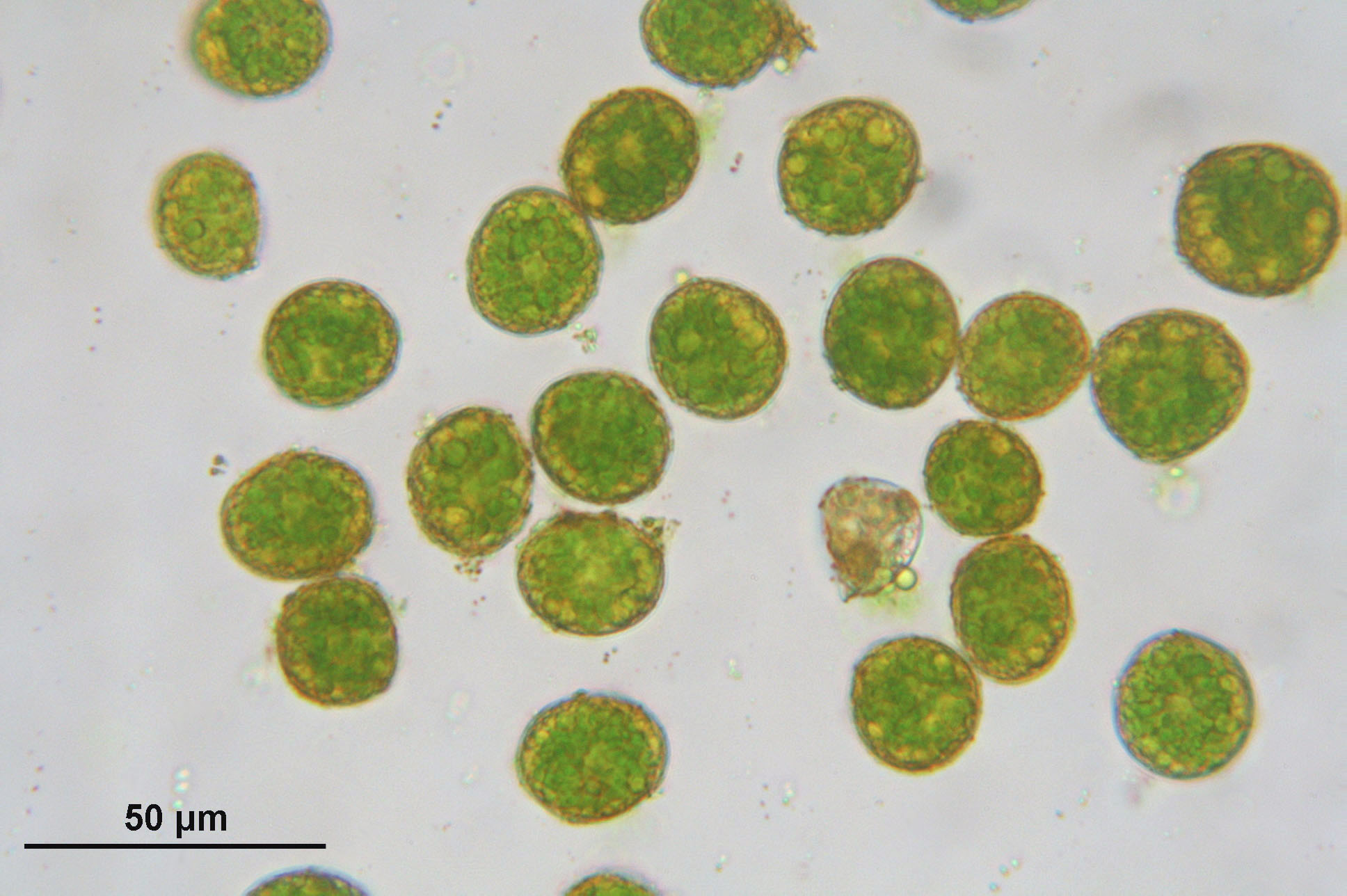

## Характеристика
Рослини від маленьких до досить великих, темно-зелені. Стебла 2–5 см. Листя знизу рідкісні, зверху більш скупчені, 4–9 × 0,8–1,5 мм, від язичкових до ланцетних, хвилясті. Коробочка 2–4(8) × 0,5–1 мм, зігнута до чітко дугоподібної форми, майже горизонтальна. Спори (12)16–28 мкм.